# Paramicrolaimus primus
Paramicrolaimus primus är en rundmaskart som beskrevs av Christian Wieser 1954. Paramicrolaimus primus ingår i släktet Paramicrolaimus och familjen Microlaimidae. Inga underarter finns listade i Catalogue of Life.